# Andrenosoma fulvicaudum
Andrenosoma fulvicaudum är en tvåvingeart som först beskrevs av Thomas Say 1823.  Andrenosoma fulvicaudum ingår i släktet Andrenosoma och familjen rovflugor. Inga underarter finns listade i Catalogue of Life.